# 반단독주택

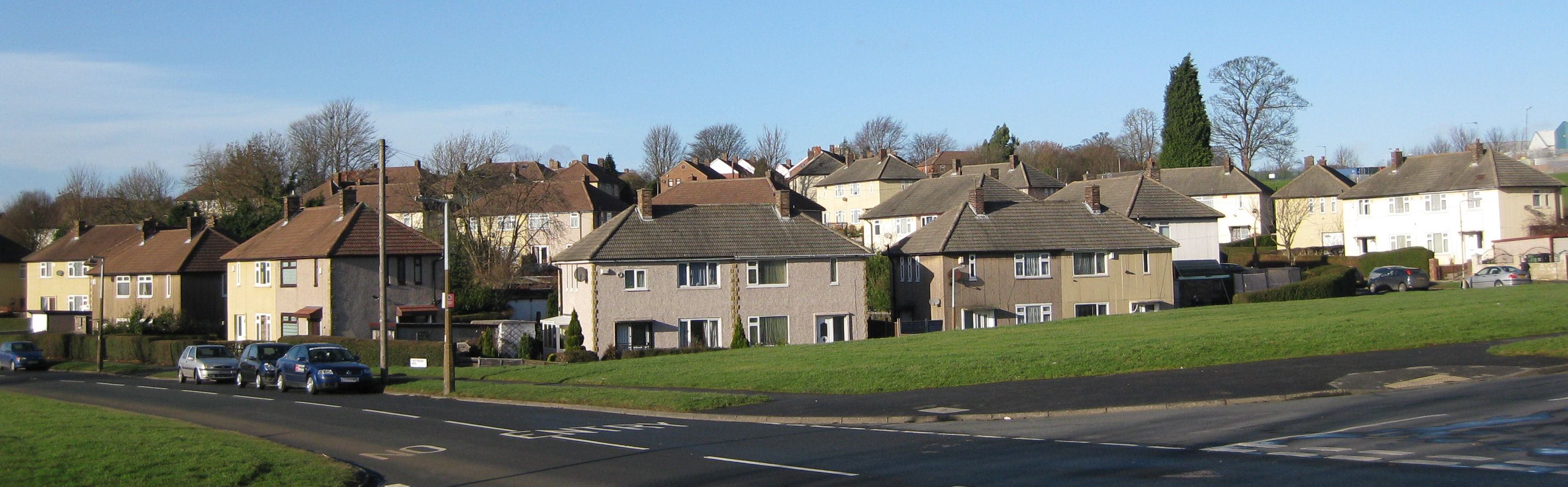
웨스트요크셔주 리즈 시크로프트의 1950년대 지어진 반단독주택

반단독주택 또는 세미디태치트(semi-detached)는 옆집과 하나의 벽을 공유하는 단독주택 복층 주택이다. '세미디태치트'라는 이름은 이 스타일의 주택을 공유 벽이 없는 단독 주택, 양쪽에 공유 벽이 있는 단독주택(detached house)과 구별한다. 반단독주택은 각 주택의 구조가 다른 편 주택의 구조와 똑같이 지어지는 경우가 많다.
반단독주택은 영국에서 가장 흔한 부동산 유형이다. 2008년 영국 주택 거래의 32%, 영국 주택 재고의 32%를 차지했다. 1945년부터 1964년 사이에 건설된 모든 부동산의 41%가 반단독주택이었다. 1980년 이후 건설된 반단독주택의 비율은 15%로 떨어졌다.

## 같이 보기
- 단독주택